# Aphrodise de Béziers
Saint Aphrodise est dit évêque (ou épiscope) de Béziers. On ne sait rien de sûr à son propos, il aurait vécu au Ier siècle et serait venu en Gaule, en compagnie de saint Paul-Serge, apôtre de Narbonne, pour évangéliser Béziers. Son nom, comme celui de ses compagnons, associés avec lui dans le martyre, sont identiques à ceux d’un groupe de martyrs de Tarse, fêtés le 22 mars. Jadis fêté à cette date, l’Aphrodise de Béziers a vu sa célébration reportée au 28 avril. 

## Légende et tradition
Il semble que le premier évêque de Béziers ait vécu et soit mort paisiblement. Ce n'est qu'au XVIe siècle que le Bréviaire de Béziers forge la légende actuelle d'après diverses traditions orales. Selon cette légende, Aphrodise aurait tout d'abord été prêtre d'Hermès à Héliopolis, en Égypte. 

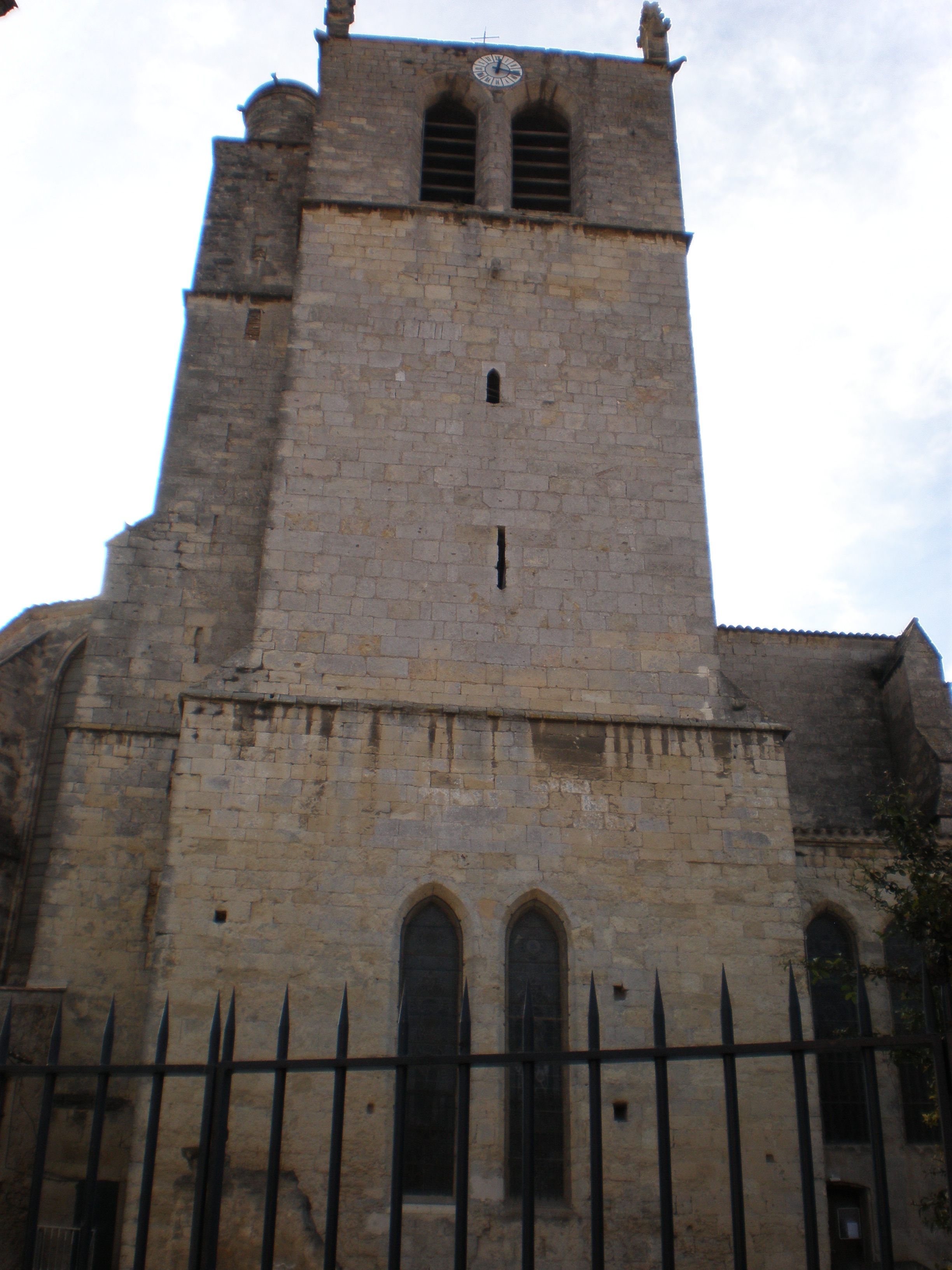
La basilique Saint-Aphrodise de Béziers.

Sa rencontre avec la Sainte Famille lors de sa fuite en Égypte aurait déterminé son abandon des dieux païens. 
Après la Passion du Christ, il serait parti avec son chameau — celui que les Biterrois appellent « lo camèl » — pour évangéliser la Gaule, et se serait installé à Béziers. En raison de son activité débordante, il comparut devant le gouverneur et fut condamné à mort. 
On le décapita, et on jeta sa tête dans un puits. Celle-ci en sortit immédiatement, Aphrodise se releva, la prit dans ses mains et marcha vers la ville. Sur son passage, des gens déposaient des escargots : il marchait dessus sans les écraser. Des maçons travaillant à une maison se moquèrent de lui : ils furent immédiatement pétrifiés et leurs têtes se voyaient encore au XIXe siècle à la Maison des Têtes, sur les murs d’un couvent aujourd’hui détruit.   
Enfin Aphrodise fut enseveli par ses disciples dans la grotte qui lui servait d'habitation, et qui est devenue la crypte de la basilique qui lui est consacrée. 
Le chameau fut recueilli par un potier. Lorsque l'animal mourut, il fut empaillé et promené solennellement en procession tous les 28 avril, fête de saint Aphrodise. Supprimée à la Révolution, cette fête s’est perpétuée jusqu’à nos jours. Le camèl est promené dans les rues sous la direction d’un personnage en costume oriental, le Papari. Ce nom pourrait provenir de l’aubergiste Jean Papary, qui jouait ce rôle au XVIIe siècle. Une autre explication serait qu'il proviendrait du nom du soldat du pape, le papalino.
De nos jours, à l'occasion de cette fête, sont fabriquées et consommées les coques de Béziers, sortes de brioches.

## Source
- Jean-Claude Pertuzé, L'Apôtre Zéro, vies de saint Aphrodise de Béziers et de son chameau, Toulouse, éditions Loubatières, 1993  (ISBN 2862661880 et 978-2862661889) (bande dessinée)